# Jormungand (manga)
live filmlive film
Jormungand (ヨルムンガンド, Yorumungando) és una sèrie de manga dibuixada per Keitarō Takahashi, serialitzada en la revista Monthly Sunday Gene-X. Una sèrie d'anime per televisió va ser produïda per White Fox i emesa entre abril i juny de 2012. Una segona temporada dita Jormungand: Perfect Order començarà a emetre's el 10 d'octubre de 2012. La primera temporada ha estat llicenciada per Manga Entertainment al Regne Unit i Dybex a França. Ambdues temporades han estat llicenciades per Funimation Entertainment a Amèrica del Nord.

## Argument
La sèrie segueix els passos de Koko Hekmatyar, una jove traficant d'armes que ven armes sota la HCLI, una corporació de transport marítim internacional que, secretament, s'ocupa del comerç d'armes. Com un dels traficants d'armes clandestins de l'empresa, ella d'amagat ven armes a molts països, evitant alhora a les autoritats locals i les agències de seguretat, ja que gran part del seu treball és il·legal segons el dret internacional. Viatja amb ella el seu equip de guardaespatlles que està compost majoritàriament per ex-militars veterans. La seua última incorporació al seu equip és Jonah, un nen soldat aparentment sense emocions que és expert en el combat armat; però que irònicament odia als traficants d'armes. Ell segueix a Koko i el seu equip en els seus viatges per tot el món.

## Personatges

### Personatges principals
Koko Hekmatyar (ココ·ヘクマティアル, Koko Hekumatiaru)
Plantilla:Animevoices
La protagonista de la sèrie. Una jove traficant d'armes filla de Floyd Hekmatyar, un magnat de transport marítim internacional. Oficialment dirigeix la Divisió Logística europea i africana de la HCLI. Ella és físicament atractiva, amb una llarg blanc platejat, pàl·lida pell d'alabastre, cridaners ulls blaus i el seu somriure de marca, que és present fins i tot en circumstàncies extremes. És molt carismàtica i audaç, cosa que li ha valgut molt en el seu negoci, així com la ferotge lleialtat dels seus subordinats. Considera a Jonah el seu germà menut i és molt afectuosa cap a ell.